# Кумать
Кумать — австралийский язык, распространённый на севере Австралии.
На кумать исполняют несколько аборигенских рок-групп, в том числе Yothu Yindi.
В 1985 году на кумать был переведён Новый Завет.

## Современное положение
Язык распространён в штате Северная территория, в деревне Йирркала.
Согласно переписи 2016 года, всего 116 человек говорили на кумать дома. Для сравнения, ещё по переписи 2006 года на кумать говорили 240 человек.
Язык постепенно вытесняется английским и купапунгю.

## Лингвистическая характеристика
Базовый порядок слов в кумать — SOV (субъект-объект-глагол).